# Brauner Bär (Speiseeis)
Brauner Bär ist eine Marke des Unternehmens Langnese-Speiseeis für ein Milchspeiseeis am Stiel. Das Eis mit Karamell-Geschmack, ebensolchem Kern und Schokoladenüberzug an der Spitze war ursprünglich von 1974 bis 1986 produziert worden. Die Verpackung greift mit der Darstellung eines reitenden Indianers mit Federhaube ein Wild-West-Motiv auf. Dieses war zur Zeit der Markteinführung durch damalige populäre Fernsehserien und Filme wie Bonanza, Rauchende Colts und Winnetou ein weit verbreitetes Thema.
Zwischen den Jahren 1995 bis 1996 sowie von 2001 bis 2008 war das Eis erneut erhältlich, diesmal allerdings mit verändertem Geschmack. Nachdem Manager von Langnese Deutschland mindestens seit 2013 über die Wiedereinführung des Produkts nachgedacht hatten, wurde Brauner Bär, ebenfalls mit veränderter Rezeptur, Ende Februar 2017 kurzzeitig wieder ins Sortiment aufgenommen, wobei in der Zwischenzeit auch zahlreiche Nachahmerprodukte von verschiedenen Herstellern auf den Markt gebracht wurden.